# Hanna Brandt
Hanna Henriette Brandt,(Essen, Alemanha, 1923 - 20/10/2020) conhecida por Hannah Brandt, foi uma artista alemã naturalizada brasileira. É gravadora, pintora e desenhista.
Veio para o Brasil em 1935 e fixou residência em São Paulo, naturaliza-se brasileira em 1941. 
Passa a ser aluna regular do Instituto Proﬁssional Feminino no Brás, começa seus estudos na década de 50 e entre 1959 a 1969, estudou pintura e mosaico com Durval Pereira e Ted Derichs Hilgers, e gravura com Lívio Abramo e Maria Bonomi e cursa também modelo vivo na Associação Paulista de Belas-Artes.
O governo alemão em 1954 concedeu uma bolsa de estudos, estudando por correspondência  Commercial Art and Illustration na Famous Artists School em Westport (Connecticut).
Sócia-fundadora do Núcleo de Gravadores de São Paulo, Nugrasp. Participa de várias mostras no Brasil e no exterior.
Em 1973, obtém o Prêmio Itamaraty na 12ª Bienal Internacional de São Paulo.
Em 2016 é exibido a série  documental  Canto dos Exilados que retrata a vida de refugiados do nazismo e do fascismo no Brasil. Criada pelo   jornalista Leonardo Dourado e pela roteirista Kristina Michahelles, a artista Hannah Brandt aparece no episódio 9 dedicado aos artistas plásticos, juntamente com os artistas Fayga Ostrower e Emeric Marcier.

## Formação
- 1952/1958 - São Paulo SP - Cursa modelo vivo na Associação Paulista de Belas Artes
- 1954 - Westport (Estados Unidos) - Faz o curso Commercial Art and Illustration, da Famous Artists Schools
- 1959/1969 - São Paulo SP - Estuda pintura a óleo com Durval Pereira
- 1959 - São Paulo SP - Estuda mosaico com Ted Derichs Hilgers
- 1961 - São Paulo SP - Estuda gravura com Lívio Abramo e Maria Bonomi
- 1977/2001 - São Paulo SP - Estuda trato das cores com Hedva Megged (Rudolph Steiner e Goethe) e linguagem da arte sensorial

## Acervos
- Museu de Arte Assis Chateaubriand, MAAC - Campina Grande PB
- Museu Regional de Feira de Santana - Feira de Santana BA
- Museu de Ibitinga - Ibitinga SP
- Museu de Arte Brasileira - MAB/Faap - São Paulo SP
- Museu João Batista Conti - Atibaia SP
- Museu de Rio Preto - São José do Rio Preto SP
- Museu de Ribeirão Preto - Ribeirão Preto SP
- Coleção Museu de Arte Moderna de São Paulo - MAM/SP - São Paulo SP
- Museu de Arte de Belo Horizonte - Belo Horizonte MG
- CCAC Print Colletion of San Francisco - São Francisco (Estados Unidos)
- Museu de Arte de Skopje - Skopje (Iugoslávia - atual Macedônia)
- Museu Nacional de Belas Artes - Santiago do Chile (Chile)
- ETH - Zurique (Suíça)

## Exposições Individuais[4]
- 1977 - São José dos Campos SP - Individual, na Galeria do Sol
- 1978 - Johannesburgo (África do Sul) - Individual, na Trevor Coleman Gallery
- 1984 - São Paulo SP - Individual, no Masp
- 1985 - Los Angeles (Estados Unidos) - Individual - premiada
- 1987 - São Paulo SP - Hannah Brandt: xilogravuras, na Galeria Suzanna Sassoun
- 1988 - São Paulo SP - Individual, no Salão Intersul
- 1990 - Campos do Jordão SP - Individual, na Casa da Xilogravura
- 1998 - São Paulo SP - Individual, no Espaço Cultural Hospital Albert Einstein
- 2000 - São Paulo SP - Individual, no Clube A Hebraica
- 2007 - Americana, SP ... limites ...
- 2009[5][6] - São Paulo - Hannah Brandt: obra aberta - Pinacoteca da APM
- 2011[7] - Juiz De Fora - Minas Gerais - Hannah Brandt - Poesia Visual.

## Exposições Coletivas[4]
- 1963 - São Paulo SP - 12º Salão Paulista de Arte Moderna, na Galeria Prestes Maia
- 1964 - São Paulo SP - 29º Salão Paulista de Belas Artes - menção honrosa
- 1966 - São Paulo SP - 15º Salão Paulista de Arte Moderna, na Galeria Maia
- 1967 - São Bernardo do Campo SP - 10º Salão de Arte de São Bernardo do Campo - menção honrosa
- 1967 - São Paulo SP - 16º Salão Paulista de Arte Moderna
- 1967 - São Paulo SP - 32º Salão Paulista de Belas Artes - medalha de bronze
- 1968 - Rio de Janeiro RJ - A Gravura Brasileira, no Museu Histórico Nacional
- 1968 - Salvador BA - 2ª Bienal Nacional de Artes Plásticas, no MAM/BA
- 1968 - São Bernardo do Campo SP - 11º Salão de Arte de São Bernardo do Campo - grande medalha de prata
- 1968 - São Paulo SP - 17º Salão Paulista de Arte Moderna
- 1969 - Santo André SP - 2º Salão de Arte Contemporânea de Santo André, no Paço Municipal
- 1969 - São Paulo SP - 34º Salão Paulista de Belas Artes - 1º prêmio gravura - aquisição
- 1970 - Portland (Estados Unidos) - 41ª International Exhibition Northwest Printmakers, no Portland Art Museum
- 1970 - Santo André SP - 3º Salão de Arte Contemporânea de Santo André, no Paço Municipal
- 1970 - São Paulo SP - A Gravura Brasileira, no Paço das Artes
- 1970 - São Paulo SP - Mostra, na Galeria de Arte da Folha
- 1970 - Seattle (Estados Unidos) - 41ª International Exhibition Northwest Printmakers, no Seatle Art Museum Pavillion.
- 1971 - Campinas SP - 7º Salão de Arte Contemporânea de Campinas
- 1971 - Santo André SP - 4º Salão de Arte Contemporânea de Santo André, no Paço Municipal
- 1972 - Santo André SP - 5º Salão de Arte Contemporânea de Santo André, no Paço Municipal
- 1972 - São Bernardo do Campo SP - 15º Salão de São Bernardo do Campo - Prêmio Câmara Municipal de São Bernardo do Campo
- 1972 - São Paulo SP - 2ª Exposição Internacional de Gravura, no MAM/SP
- 1973 - Santo André SP - 6º Salão de Arte Contemporânea de Santo André, no Paço Municipal
- 1973 - Santos SP - 2ª Bienal de Artes Plásticas
- 1973 - São Paulo SP - 12ª Bienal Internacional de São Paulo, na Fundação Bienal - Prêmio Itamaraty
- 1974 - San Juan (Porto Rico) - 3ª Bienal de San Juan del Grabado latino-americano y del Caribe - prêmio aquisição
- 1974 - São Paulo SP - 6º Panorama de Arte Atual Brasileira, no MAM/SP
- 1975 - Santo André SP - 8º Salão de Arte Contemporânea de Santo André, no Paço Municipal
- 1976 - Santo André SP - 9º Salão de Arte Contemporânea de Santo André, no Paço Municipal
- 1976 - São Paulo SP - 7º Salão Paulista de Arte Contemporânea, no Paço das Artes
- 1977 - São Paulo SP - 9ª Panorama de Arte Atual Brasileira, no MAM/SP
- 1978 - Rio de Janeiro RJ - 18ª Exposição Arte e Pensamento Ecológico, na Biblioteca Euclides da Cunha
- 1980 - Kanagawa (Japão) - 6º Independents Exhibitions of the Prints
- 1981 - Kanagawa (Japão) - 7º Independents Exhibitions of the Prints
- 1982 - Kanagawa (Japão) - 8º Independents Exhibitions of the Prints
- 1982 - São Paulo SP - 1º Salão Paulista de Arte Contemporânea, na Fundação Bienal - prêmio aquisição
- 1993 - Campina Grande PB - Coletiva do Acervo, Museu de Arte Assis Chateaubriand, MAAC
- 1993 - João Pessoa PB - Xilogravura: do cordel à galeria, na Funesc
- 1994 - São Paulo SP - Xilogravura: do cordel à galeria, no Metrô

## Cronologia
- s.d. - Israel - Faz várias viagens que resultam em gravuras inspiradas em temas bíblicos
- 1970/1971 - São Paulo SP - Sócia-fundadora do Núcleo dos Gravadores de São Paulo, Nugrasp
- 1970/1971 - São Paulo SP - Diretora da Associação Internacional de Artes Plásticas para o Comitê Brasileiro
- 1974 - São Bernardo do Campo SP - Recebe o Prêmio Prefeitura Municipal de São Bernardo do Campo
- 1974 - São Paulo SP - Recebe o Prêmio Conselho Estadual de Cultura de São Paulo
- 1983/2001 - São Paulo SP - Ilustra revistas e livros judaicos

## Algumas obras da artista

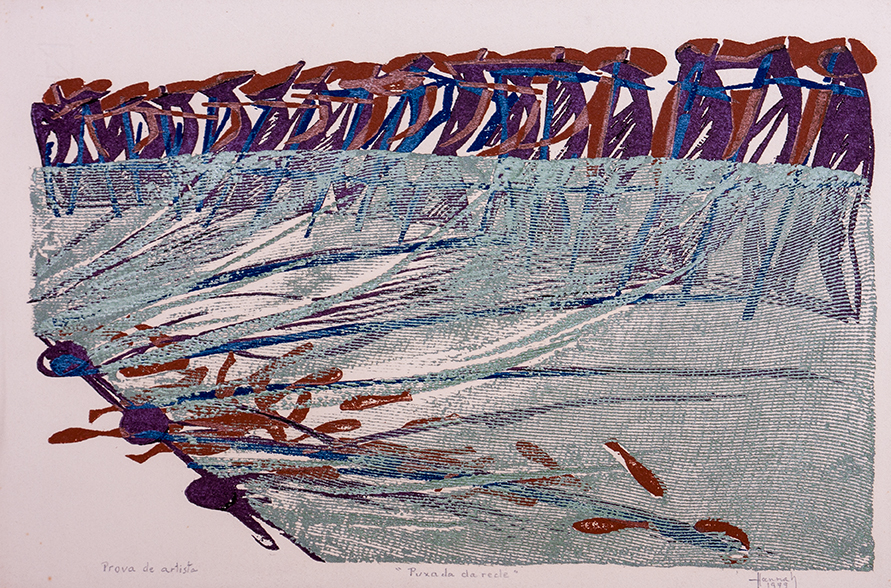
Puxada de rede - Hannah Brandt (1979)

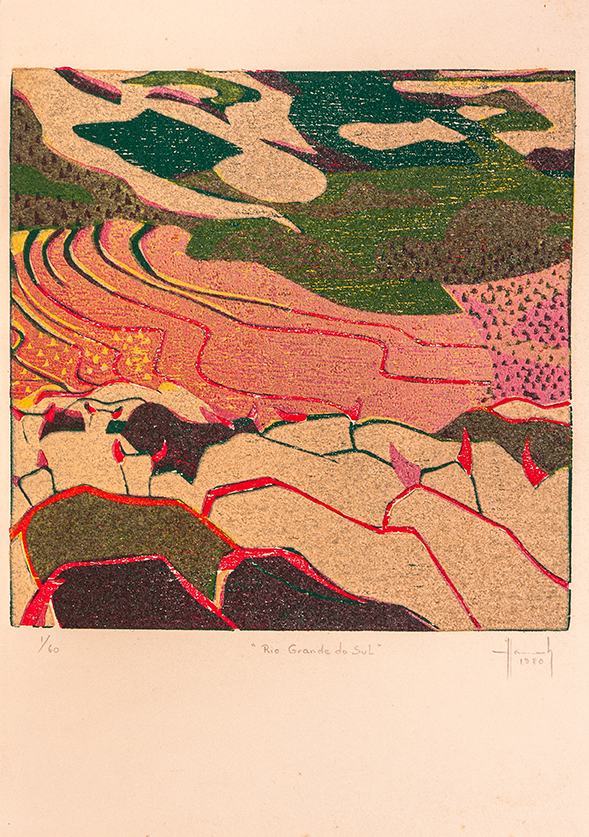
Rio Grande do Sul - Hannah Brandt (1980)

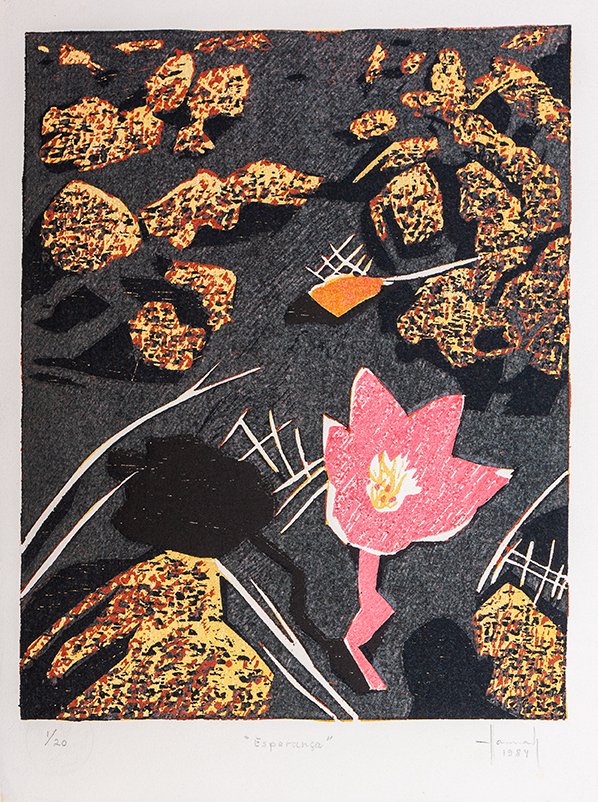
Esperança - Hannah Brandt (1984)

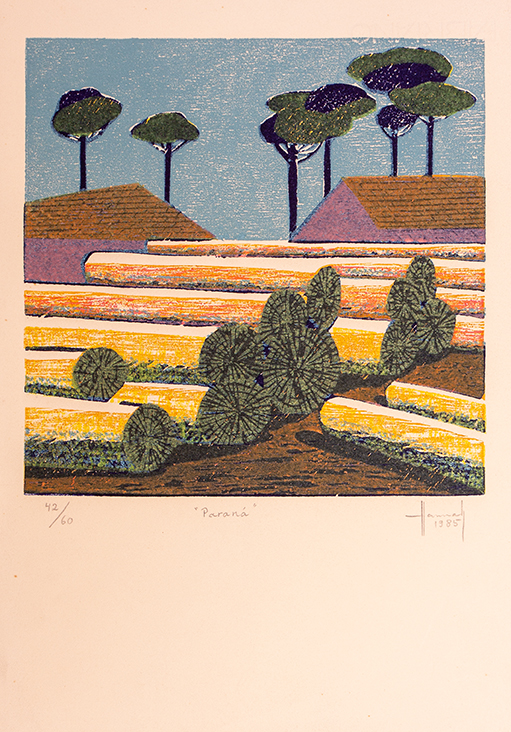
Paraná (1985)